# Кашубская бригада Войск охраны пограничья
Кашубская бригада Войск охраны пограничья (пол. Kaszubska Brygada Wojsk Ochrony Pogranicza) или Кашубская бригада ВОП (пол. Kaszubska Brygada WOP, сокращённо KBWOP) – территориальная бригада Войск охраны пограничья, существовавшая в 1958—1991 годах и осуществлявшая охрану морских границ ПНР.

## История бригады
В соответствии с распоряжением министра внутренних дел ПНР № 075/58 от 22 апреля 1958 года существовавшая 16-я бригада ВОП была преобразована в 16-ю Кашубскую бригаду ВОП. Штаб бригады располагался в городе Гданьск в доме номер 35 по улице Оливской.
1 января 1960 года в соответствии с организационным приказом командующего ВОП № 0219/org.mob. от 17 декабря 1959 года пограничный батальон Гданьск был переименован в пограничный батальон Сопот, а также была изменена нумерация сторожевых вышек. В 1961 году бригаде присвоили позывной «Рынок» (пол. Rynek).
Организационным приказом командующего ВОП № 0148 от 2 сентября 1963 года сухопутные пограничные заставы III категории Устка и Ярославец были преобразованы в приморские пограничные заставы II категории.
15 сентября 1964 года пограничный пункт пропуска Леба и пограничные заставы Карвя, Бяла-Гура и Леба с соответствующими охраняемыми участками были переданы Балтийской бригадой ВОП в ведение Кашубской бригады.
В 1967 году дивизион кораблей Кашубской бригады был переподчинён морской бригаде пограничных кораблей Войск охраны пограничья.
В 1976 году в связи с организационными изменениями в Войсках охраны пограничья в ведение Балтийской бригады ВОП в Кошалине были возвращены пограничный пункт пропуска Леба, пограничная застава Леба и 161-й батальон (Лемборк). На базе батальона были сформированы отдельная разведывательная рота, техническая рота и рота охраны и регуляции движения.
Бригада была расформирована 16 мая 1991 года, на её основе был создан Кашубский отряд Пограничной стражи.

## Организационная структура
В состав бригады изначально входили:
- Командование, штаб и подотделы командования
- Портовый батальон Гдыня (пол. Batalion Portowy Gdynia)
- Портовый батальон Гданьск (пол. Batalion Portowy Gdańsk)
- Дивизион пограничных кораблей Гданьск (Гданьск-Вестерплатте)
- Пограничные заставы[пол.]:
  - Владиславово
  - Хель[пол.]
  - Янтар[пол.]
  - Крыница[пол.]
- Пограничные пункты пропуска[пол.]:
  - Владиславово[пол.]
  - Хель[пол.]
  - Гдыня[пол.]
  - Гданьск[пол.]
  - Гданьск-Рембехово

По состоянию на 1 января 1960 года в состав бригады входили:
- Портовый батальон Гдыня (три роты)
- Портовый батальон Гданьск (две роты)
- Пограничный батальон Сопот (7 пограничных застав)
- Разведывательный пост Пуцк (пол. placówka zwiadu Puck)
- Разведывательный пост Штутово (пол. placówka zwiadu Sztutowo)
- Пограничный пункт пропуска Хель
- Пограничный пункт пропуска Владиславово
- Дивизион пограничных кораблей Вестерплатте

Список пунктов визуального и технического наблюдения (пол. punkt obserwacji wzrokowo-technicznej / PWOT) Кашубской бригады ВОП по состоянию на 1990 год:
- POWT № 43 Любятово
- POWT № 44 Бялогура
- POWT № 45 Пясьница
- POWT № 46 Видово
- POWT № 47 Острово
- POWT № 48 Лиси-Яр
- POWT № 49 Хлапово
- POWT № 50 Велька-Весь
- POWT № 51 Халупы
- POWT № 52 Кузьница
- POWT № 53 Ястарня
- POWT № 54 Гура-Шведув (Хель)
- POWT № 55 Хель Порт (вместе с пограничным пунктом пропуска)
- POWT № 56 Гдыня Порт
- POWT № 57 Сопот Каменный-Поток
- POWT № 58 Гданьск Новы-Порт
- POWT № 59 Гданьск Порт-Пулночны
- POWT № 60 Гурки-Заходне
- POWT № 61 Собешево
- POWT № 62 Микошево
- POWT № 63 Янтар
- POWT № 64 Стегна
- POWT № 65 Конты-Рыбацки
- POWT № 66 Сковронки
- POWT № 67 Крыница-Морска
- POWT № 68 Лесничувка
- POWT № 69 Пяски
- POWT № 70 Пяски (автомобильное движение)

## Командование бригады
Командиры бригады
- подполковник Чеслав Стопиньский[пол.]
- подполковник Мечислав Дембицкий
- подполковник Роман Сокольский
- подполковник Бронислав Вонсовский
- полковник Марьян Опалка
- полковник Ежи Венцковский (до 29 сентября 1990)
- полковник Чеслав Рыштовский (до 14 февраля 1991)

Начальники отдела пограничного контроля
- подполковник Павел Гавдун
- майор Рышард Кулицкий
- подполковник Казимеж Дудек
- подполковник Марьян Мицорек
- подполковник Тадеуш Собчак